# Vers la flamme
Vers la flamme (Verso la fiamma), Op. 72, è uno degli ultimi brani per pianoforte di Aleksandr Nikolaevič Skrjabin, scritto nel 1914.
La melodia è molto semplice, composta principalmente da mezze scale discendenti, ma le insolite armonie e i tremoli difficili creano una luminosità intensa e infuocata. Questo pezzo doveva essere l'undicesima sonata di Skrjabin; tuttavia dovette pubblicarlo presto a causa di problemi finanziari. Quindi il pezzo è etichettato come un poema, piuttosto che una sonata.
Secondo il pianista Vladimir Horowitz, il pezzo è stato ispirato dalla convinzione eccentrica di Skrjabin che un costante accumulo di calore alla fine avrebbe causato la distruzione del mondo. Il titolo del pezzo riflette la distruzione infuocata della terra e il costante accumulo emotivo e il crescendo in tutto il pezzo portano, in definitiva, "verso la fiamma".
Nel 2018 Andrey Kasparov ha elaborato un arrangiamento unico di Vers la Flamme per duo di pianoforti, con lo spartito originale di Skrjabin distribuito efficacemente tra gli esecutori.